# ویکتوریو چیسلینسکاس
ویکتوریو چیسلینسکاس (انگلیسی: Victorio Cieslinskas; ۲۷ اکتبر ۱۹۲۲ – ۱۹ ژوئن ۲۰۰۷) ورزشکار بسکتبال اهل اروگوئه بود.
وی در مسابقات کشوری و بین‌المللی در مجموع برندهٔ ۱ مدال برنز شده‌است.